# Isaurier
Die Isaurier (auch Isaurer geschrieben) waren ein antiker Volksstamm im Süden Kleinasiens. Ihre Heimat Isaurien liegt am nördlichen Abhang des Taurusgebirges am Rande Lykaoniens. Diese Region zwischen dem antiken Kilikien und Pisidien gehörte zur römischen Provinz Isauria, teilweise auch zu Cilicia.
Eine ethnische Identität der Isaurier wird oft bezweifelt; andere Historiker tendieren zur Annahme einer ethnischen Identität ohne festen Kern oder bringen sie mit den luwisch sprechenden anatolischen Völkern in Verbindung. Frühere Autoren betrachteten sie als (eventuell semitische?) Solymer, die aus dem griechischen Bellerophon-Mythos bekannt waren. In manchen antiken Quellen werden alle Bewohner des Taurusgebirges als Isaurier angesprochen, während in anderen Quellen die Isaurier Kilikier genannt werden.

## Geschichte
Die Isaurier waren in der Antike als Räuber, Seeräuber, Sklavenhändler und Krieger gefürchtet (siehe zum Beispiel Lydius). Ihre Hauptstadt war Isaura (bei Bozkır), ein anderer wichtiger Ort war Lystra. Die Isaurier wurden 78/77 v. Chr. durch Publius Servilius Vatia unterworfen, ihre Hauptstadt wurde zerstört. Bei den Ruinen erbaute der König Amyntas von Galatien um 40 v. Chr. eine neue Stadt gleichen Namens. Im 3. Jahrhundert wurde die neue Stadt Isaura Nea gegründet, möglicherweise am gleichen Ort, oder nach anderer Ansicht bei Aydoğmuş, etwa 30 Kilometer östlich davon. Isaura Nea wurde im 3. Jahrhundert Sitz des Gegenkaisers Trebellianus. Nach dessen Niederlage im Jahr 268 wurde es erneut zerstört. Die Isaurier galten als „innere Barbaren“ des Reichs. Dauerhaft wurde Isaurien erst im Jahr 279 von Kaiser Probus in das Reich integriert; die Isaurier erhielten das Bürgerrecht.
Ab dem späten 5. Jahrhundert machten die Isaurier in der oströmischen Armee Karriere als Soldaten und wurden von Kaiser Leo I. als Gegengewicht zu den gotischen Truppenteilen herangezogen. Viele dienten in der neuen Leibgarde der excubitores. Der hohe Stellenwert der isaurischen Truppen zeigte sich darin, dass einer von ihnen von Leo protegiert und 474 unter dem Namen Zenon zum Kaiser erhoben wurde. Unter Kaiser Anastasios I. wurden sie endgültig als Machtfaktor ausgeschaltet, wobei Forscher wie Mischa Meier annehmen, dass man es bei der angeblichen isaurischen Revolte gegen den Herrscher eher mit einem Konstrukt der kaiserlichen Propaganda zu tun habe.
Der Volksstamm ist nicht zu verwechseln mit der von Kaiser Leo III. begründeten syrischen Dynastie, die oft (falsch) als Isaurische Dynastie bezeichnet wird und von 717 bis 802 das Byzantinische Reich regierte.